# Снежанка и седемте джуджета (филм, 1937)
Снежанка и седемте джуджета (на английски: Snow White and the Seven Dwarfs) е американски анимационен музикален фентъзи филм от 1937 г., продуциран от Уолт Дисни Прадакшънс и разпространяван от RKO Radio Pictures, базиран на едноименната приказка от Братя Грим. Това е първият пълнометражен анимационен филм на Дисни. Историята е адаптирана от Дороти Ан Бланк, Ричард Крийдън, Мерил Де Марис, Ото Ингландър, Ърл Хърд, Дик Рикард, Тед Сиърс и Уеб Смит. Режисьори на лентата са Дейвид Ханд, който е ръководител на екипа, Уилям Котрел, Уилфред Джаксън, Лари Мори, Пърс Пиърс и Бен Шарпстийн, които са режисирали отделни сцени от филма.
Премиерата на Снежанка е на 21 декември 1937 г. в Carthay Circle Theatre, Лос Анджелис. Филмът има комерсиален успех, а също печели одобрението на критиците. Популярността на филма води до неговото многократно появяване на големите екрани, като през 1990-те години е издаден за домашно ползване.
Филмът е номиниран за най-добра музика на наградите Оскар през 1938 г., а на следващата година Уолт Дисни е удостоен с почетен Оскар за филма. Тази награда е уникална, тъй като се състои от една нормална по големина статуетка плюс седем миниатюрни статуетки на Оскар.
Снежанка и седемте джуджета се превръща във важен етап от ранната анимационна индустрия и е широко смятан за един от най-великите филми, правени някога, на който се приписва началото на златния век на анимацията. Интерпретацията на приказката от Дисни има значителен културен ефект, довел до популярни атракции в увеселителни паркове, видеоигра, бродуейски мюзикъл и игрален филм от 2025 г.
През 1989 г. Библиотеката на Конгреса избира филма за съхранение в Националния филмов регистър на САЩ, обявявайки го за „културно, исторически и естетически значим“ и го избира за един от първите 25 филма, които да бъдат съхранявани в Националния филмов регистър. Американският филмов институт класира филма сред 100-те най-добри американски филма, а също така го определя и като най-добрия анимационен филм за всички времена през 2008 г.

## Сюжет
Внимание:  Текстът по-долу разкрива сюжета на произведението (или части от него)!
Прологът на филма започва с думите, емблематични за всяка приказка, „Имало едно време“, които въвеждат към представянето на главната героиня Снежанка – очарователна принцеса, чиято мащеха Злата кралица, завижда на красотата ѝ. Затова всеки ден я кара да носи дрипи и да ѝ слугува, докато тя тайно пита своето Вълшебно огледало: „Огледало на стената, коя е най-красива на земята?“, а то всеки път и отговаря: „Като твойта красота няма никде по света.“
Един ден обаче, когато Злата кралица за пореден път призовава слугата на Вълшебното огледало и отправя съответните думи, тайнственото лице от огледалото ѝ дава различен отговор. Кралицата вече не е най-красивата жена на света, нейната хубост е надмината от тази на Снежанка.
В същото време красивата принцеса, потънала в дрипи и тежка работа, пее пред ято бели гълъби на кладенеца, за своите мечтите да срещне принца на живота си. Чува я принцът на бял кон, който минава покрай замъка. Прескача каменната ограда и пеещото момиче се скрива в сградата. Появява се на балкона, за да чуе песента на неочаквания посетител, в която той споделя, че се е влюбил още от пръв поглед в Снежанка. От високата кула ги вижда Злата мащеха.
Кралицата заповядва на Ловеца да заведе принцесата дълбоко в гората и да я убие. Мъжът се възпротивява на решението, но властната жена го заплашва с наказание и той скланя. За да е сигурна в извършването на подлото деяние тя съветва Ловеца да донесе сърцето на жертвата и да ѝ го покаже, заключено в ковчеже.
Снежанка, отново потънала в песен, бере цветя в отдалечена поляна. Под сянката на едно дърво, отстрани, седи Ловеца. Той се приближава с нож към принцесата, но не намира сили да стори коварното дело. Моли за прошка уплашеното момиче и ѝ споделя, че кралицата му е заповядала да направи това. Мъжът съветва Снежанка да се скрие в гората и никога да не се връща от там. Принцесата побягва в мрачния лес, където от сенките се подавят страховити дървета. Беззащитното момиче пада на земята, разплакана. Към нея се приближават бавно различни животни от гората, които ободряват Снежанка и тя започва да пее. С песента си привлича още повече горски обитатели, които я отвеждат в малка къщичка дълбоко в леса. След като се уверява, че вътре няма никой, младата принцеса влиза в схлупената постройка. Заедно с горските помощници тя почиства цялата къща, потънала в прах и мръсотия.
През това време обитателите на чудноватата къщичка седемте джуджета работят в една диамантена мина, недалеч от дома си. Работното време изтича и с песен на устата се насочват към жилището си.
Неканената гостенка, почистала вече къщата, се качва горе. Там я чакат седем малки легла, всяко от тях с различно смешновато име. На уморената принцеса и се доспива и ляга на креватчетата.
Седемте джуджета виждат, че дома им свети и се скрива зад едни дървета. Почват да мислят различни най-чудновати и страшни теории; кой ли е влязъл в къщата им? Джуджетата бавно се промъкват към малката сграда. Забелязват, че вътре в жилището е чисто както никога преди. Престрашават се да проверят на горния етаж и намират красиво младо момиче, потънало в сън на леглата им. Снежанка се събужда и се запознава със седемте джуджета: Знайко, Срамежливко, Сънливко, Кихавко, Веселушко, Глупи и Сърдитко. Тя им обяснява, че е принцесата и се крие от своята зла мащеха, която иска да я убие. Джуджетата ѝ разрешават да остане, при условие, че им чисти и готви.
Снежанка се заема да сервира вечерята им. Преди това обаче изисква от тях да си измият ръцете – навик, който и седемте джуджета са забравили от доста време.
През това време Злата кралица разбира от Вълшебното огледало, че Снежанка е жива, скрита дълбоко в гората от седемте джуджета, а сърцето в ковчежето е на прасе. Ядосаната жена слиза в стая в подземието, където разбърква магическа напитка, отключваща черна магия – преобразяване. Тя изпива питието и се превръща в грозна старица, облечена в черни дрипави одежди. Състарената кралица избира подобаваща смъртоносна магия за Снежанка – отровна ябълка, чиято хапка докарва жертвата до вечна спяща смърт.
Джуджетата и Снежанка са потънали в танци и весели песни. След забавата принцесата преспива седемте обитатели на малката къщичка с чудна приказка, разказана с песен. Седемте джуджета заспиват на различни неудобни места на долния етаж, а Снежанка се качва при техните удобни легалца, отстъпени от тях.
Грозната стара вещица приготвя смъртоносната ябълка, но в нея дебнат притеснения. Противоотровата за черната магия е целувката на първата любов, която може да съживи жертвата от мъртвешкия ѝ сън. Старицата се изхилва на този лек и слага ябълката в кошница. Отплава с лодка от замъка и се промушва из мрака в гората.
Сутринта седемте джуджета се приготвят за работа в мините. Те дават на Снежанка съвет: да не отваря на непознати – кралицата е коварна и знае зли магии. Принцесата изпраща джуджетата с целувки по челата и носовете им.
Докато е сама в къщата Снежанка готви с песен на устата, подпомагана от различни горски обитатели. Черна сянка надвисва и се появява преобразената Зла кралица на прозореца. Тя се прави на стара търговка, която предлага ябълки, за ябълков пай, който принцесата може да направи за изгладнелите от работа джуджета за вечерта. Вещицата подава отровния плод, но рояк птици попречват той да попадне в ръцете на Снежанка. Младото момиче излиза навън и подгонва горските обитатели. Помага на старицата да влезе вътре и да си отдъхне и да пие вода.
Различни горски животни хукват към мините на джуджетата, за да ги предупредят за опасността. Обитателите дърпат седмината, докато те се опитват да се отърват от тях. Накрая разбират, че принцесата е в опасност.
В същото време Злата кралица убеждава Снежанка, че ябълката, която държи, е вълшебна и сбъдва всяко желание. Едно отхапване и младото момиче ще се срещни със своя принц на мечтите, в който тя е влюбена. Старицата ѝ подава плода в ръцете и след като изрича желанието си тя отхапва от смъртоносната ябълка. Принцесата пода на земята, а кралицата избухва в зловещ смях; сега тя е най-красивата на земята.
Грозната старица излиза от къщата и вижда джуджетата, ухнали сърнички, да се приближават към малката постройка. Вещицата хуква да се измъкне и седемте джуджета я последват. Тя поема по стръмни скали, докато наоколо вали дъжд и трещят гръмотевици. Преследвачите вървят по стъпките ѝ. Злата кралица намира, че скалите нямат изход. Опитва се да премаже „натрапниците“ с огромен камък, но в този момент пада силен гръм, счупва скалата под краката ѝ и старицата пропада в пропастта.
Красива и след смъртта си, джуджетата оставят спящата Снежанка в стъклен ковчег, обкован в злато, и застават на вечна стража до него. Принцът, връщайки се от далечно странстване, чува за девойката лежаща в необикновен ковчег.
Докато седемте джуджета пренасят цветя на спящата принцеса, принцът слиза от своя бял кон и с песен на устата се приближава към красавицата, подложена в ковчега. Той целува Снежанка и тя бавно отваря очи. Джуджетата и горските обитатели вижда събуждащата се принцеса и се впускат в танци, докато принца изнася на ръце своята любима. Снежанка се сбогува със седемте си приятели и потегля с принца на своите мечти. Двамата застават пред приказен замък.

## Актьори
- Адриана Каселоти – Снежанка
- Лусил Ла Верн – Кралицата / Вещицата
- Пинто Колвиг – Сърдитко и Сънливко
- Рой Атуел – Док
- Били Гилбърт – Кихавко
- Скоти Матрау – Свенливко
- Отис Харлан – Щастливко
- Хари Стокуел – Принцът
- Морони Олсън – Магическото огледало
- Стюърт Бюканън – Ловецът Хумберт
- Еди Колинс – Глупчо

## Продукция
Разработването на Снежанка и седемте джуджета започва в началото на 1934 г., а през юни 1934 г. Уолт Дисни обявява пред Ню Йорк Таймс, че работи върху първия си пълнометражен филм, който ще бъде издаден от Уолт Дисни Прадакшънс. Една вечер през същата година Дисни разиграва цялата история на Снежанка и седемте джуджета пред служителите си, като обявява, че филмът ще бъде продуциран като пълнометражен.
Преди Снежанка и седемте джуджета студиото на Дисни създава основно късометражни анимационни филми от поредиците Мики Маус и Глупави симфонии. Дисни се надява да повиши престижа и приходите на студиото си, като се насочва към пълнометражните филми и изчислява, че Снежанка и седемте джуджета може да бъде произведен за бюджет от 250 000 щатски долара; сумата е десет пъти по-голяма от средния бюджет на Глупави симфонии.
Въпреки че не е първият анимационен филм, Снежанка и седемте джуджета е първият пълнометражен анимационен филм в историята на американското кино. Като такъв, Уолт Дисни трябва да се бори, за да продуцира филма. Както неговият брат и бизнес партньор Рой О. Дисни, така и съпругата му Лилиан се опитват да го разубедят, а холивудската филмова индустрия подигравателно нарича филма „Глупостта на Дисни“, докато тече процесът на производство. Той трябва да ипотекира къщата си, за да помогне за финансирането на продукцията на филма, която в крайна сметка общата сума за производството му достига 1 488 422 долара, огромна сума за филм през 1937 г. По средата на производството Дисни се нуждае от заем от 250 000 долара, за да завърши филма. Той показва груба версия на Джоузеф Розенберг от Банка на Америка, който безучастно гледа по време на прожекцията. Тогава Розенберг се обръща към притеснения Дисни и му казва: „Уолт, това нещо ще направи много пари“ и одобрява заема.

### Развитие на историята
На 9 август 1934 г. двадесет и една страници с бележки, озаглавени „Предложения на Снежанка“, са съставени от сценариста Ричард Крийдън, предлагайки главните герои, както и ситуации със „забавления“ в историята. Както Дисни заявява в самото начало на проекта, основната атракция на историята за него са седемте джуджета и техните възможности за „сбърканост“ и „шеги“; по време на трите срещи, на които се обсъжда историята, проведени през октомври и на които присъстват Дисни, Крийдън, Лари Мори, Албърт Хъртър, Тед Сиърс и Пинто Колвиг, се обсъждат такива теми. В този момент Дисни предпочита да започне действителна работа по създаването на къщата на седемте джуджета. Още в самото начало Дисни предлага да се даде индивидуалност на джуджетата, като им се дадат имена.
Наред с акцента върху характеристиките и комедийните възможности на джуджетата, описанието на историята от Крийдън на историята, написано от октомврийските срещи, включва непрекъснат поток от шеги, както и опита на кралицата да убие Снежанка с отровен гребен, елемент, взет от оригиналната история на Братя Грим. След като убеждава Снежанка да използва гребена, маскираната кралица бяга , но джуджетата пристигнат навреме, за да го махнат. След това кралицата трябва да залови принца и да го отведе в подземието си (скиците показват това събитие както с кралицата, така и с вещицата) и да използва магия, за да вдъхне живот на скелетите в подземието, карайки ги да танцуват за него и идентифицирайки един скелет като „принц Освалд“, пример за по-хумористичната атмосфера на тази оригинална история. В бележките към историята е написано, че кралицата има такава магическа сила само в собственото си владение, замъка. Тъй като принцът отказва да се ожени за нея, кралицата се опитва да го убие (една скица показва принца, хванат в капан в подземна стая, пълнеща се с вода), докато тя се отправя към къщата на джуджетата с отровната ябълка. Горските животни помагат на принца да избяга от слугите на кралицата и да намери коня си. Принцът трябва да язди до къщата на джуджетата, за да спаси Снежанка, но поема по грешен път (въпреки предупрежденията на горските животни и на коня му, които той, за разлика от Снежанка, не може да разбере). Следователно той не би пристигнал навреме, за да я спаси от кралицата, но би могъл да я спаси с първата целувка на любовта. Този сюжет не е използван във финалния филм, въпреки че много скици на сцената в подземието са направени от Фердинанд Ховарт.
Други примери за по-комичния характер на историята в този момент включват предложения за „дебела, бунтовна, анимационна, самодоволна“ кралица. Принцът също е по-скоро клоун и трябва да пее серенада на Снежанка по по-комичен начин. Уолт Дисни насърчава целия персонал в студиото да допринесе за историята, предлагайки по пет долара за всяка „шега“; такива шеги включват носовете на джуджетата, стърчащи над леглото, когато за първи път срещат Снежанка.
През останалата част от 1934 г. Дисни доразвива историята сам, като вече смята, че не може кралицата да бъде „дебела“ и „забавна“, а „величествено красива“. Дисни не се съсредоточава върху проекта до есента на 1935 г. Смята се, че късометражният филм „Богинята на пролетта“ (1934) може да е поставил под съмнение способностите на студиото му да анимира реалистично момиче. Очевидно тримесечното пътуване до Европа връща увереността му. В този момент Дисни и неговите сценаристи се фокусират върху сцените, в които Снежанка и джуджетата се представят пред публиката.
Първоначално се смята, че джуджетата ще бъдат основният фокус в историята. Въпреки това, в определен момент е решено, че основната сила на историята е представена от връзката между Кралицата и Снежанка. Поради тази причина няколко сцени с участието на джуджетата са изрязани от филма. Първата преди да бъде премахната показва две от джуджетата, които се карат дали Снежанка трябва да остане при тях. Друга, също напълно анимиран, показва как джуджетата ядат шумно супа; Снежанка неуспешно се опитва да ги научи как да се хранят „като джентълмени“. Частично анимирана сцена включва джуджетата, които провеждаха „среща в ложата“, в която се опитваха да измислят подарък за Снежанка; сцената е последвана от сложната „последователност от изграждане на легло“, в която джуджетата и горските животни конструират легло за принцесата. Тези сцени са премахнати, тъй като се смята, че забавят развитието на историята. Сцените с яденето на супа и построяване на леглото са анимирани от Уорд Кимбъл, който е обезкуражен от премахването им, като обмисля напускане на студиото; Дисни обаче го убеждава да остане, като го повишава до главен аниматор в следващия си пълнометражен анимационен филм Пинокио (1940).

### Анимиране
Основният авторитет в дизайна на филма е концептуалният художник Албърт Хъртър. Всички дизайни, използвани във филма, от външния вид на героите до външния вид на скалите на заден план, трябва да получат одобрението на Хъртър, преди да бъдат финализирани. Двама други концептуални артисти – Фердинанд Ховарт и Густав Тенгрен – също допринесят за визуалния стил на Снежанка и седемте джуджета. Ховарт разработва редица мрачни концепции за филма, въпреки че много други дизайни, които той разработва, в крайна сметка са отхвърлени от екипа на Дисни като по-трудно преведени в анимация от тези на Хъртър. Тенгрен работи по филма като цветови стилист и за определяне на постановката и атмосферата на много от сцените във филма, тъй като стилът му е заимстван от хора като Артър Ракъм и Йон Бауер, като по този начин притежава европейското качество на илюстрацията, което Уолт Дисни търси. Ховарт също така проектира плакатите за филма и илюстрира книгата за пресата. Въпреки това, той не получава заслуги за филма. Друг художник, който работи по филма, е Джо Грант, чийто най-значим принос е дизайнът на формата на вещицата.
Дон Греъм наистина знаеше какво преподава и „показа“ как да се направи нещо – той не просто говореше. Той ни научи на неща, които са много важни за анимацията. Как да опростим чертежите си – как да изрежем всички ненужни драскащи линии, които любителите имат навика да използват. Той ни показа как да направим една рисунка да изглежда солидна. Той ни научи за точките на напрежение – като свито коляно и как крачолът се спуска от това коляно и колко важни са гънките от него, за да опишат формата [на коляното]. Научих адски много от него!
Аниматорът Арт Бабит, който се присъединява към студиото на Дисни през 1932 г., поканва седем свои колеги (с които работи в една и съща стая) да посещават с него в клас по изкуства, който самият той създава в дома си в Холивуд Хилс. Въпреки че няма учител, Бабит наема модел, който да позира за него и колегите му аниматори, докато рисуват. Тези „класове“ се провеждат всяка седмица; всяка седмица към групата се присъединяват повече аниматори. След три седмици Уолт Дисни извиква Бабит в офиса си и предлага да осигури необходимите консумативи, работно пространство и модели, ако сесиите бъдат преместени в студиото. Бабит ръководи сесиите в продължение на един месец, докато аниматорът Харди Граматки предлага да наемат Дон Греъм, учител по рисуване от института „Шуинар“. Греъм преподава първия си клас в студиото на 15 ноември 1932 г., като към него се присъединява Филип Л. Дайк няколко седмици по-късно. Тези класове се занимават главно с човешката анатомия и движения, въпреки че обучението по-късно включва анализ на действието, анатомия на животните и актьорско майсторство.
Първото задължение на анимационния филм не е да изобразява или дублира реално действие или неща, както се случват в действителност - а да даде карикатура на живота и действието - да изобрази на екрана неща, които са преминали през въображението на публиката, за да вдъхне живот на мечти и фантазии, за които всички сме мислили през живота си или сме си представяли в различни форми през живота си [...] Определено чувствам, че не можем да правим фантастичните неща, базирани на реалността, освен ако не познава истинското. Тази точка трябва да бъде изяснена много ясно на всички млади мъже и дори на по-възрастните.
Въпреки че класовете първоначално са описани като „брутална битка“, тъй като нито инструкторът, нито учениците са добре запознати с уменията на другия, ентусиазмът и енергията на двете страни правят класовете стимулиращи и полезни за всички участници. Греъм често прожектира късометражни филми на Дисни и, заедно с аниматорите, прави критика, включваща както силните, така и слабите страни. Например, Греъм критикува анимацията на Бабит на мишката Абнър в The Country Cousin като „[мишката] прави някои от действията, присъщи на пияния [човек], без да координира останалата част от тялото“, като същевременно я хвали за запазването на хумора, без да става „мръсна или злобна, или вулгарна. Селската мишка винаги си прекарва добре“.
Много малко от аниматорите в студиото на Дисни имат художествено образование (повечето са били карикатуристи на вестници); сред тези е Грим Натуик, който се обучавал в Европа. Успехът на аниматора в проектирането и анимирането на Betty Boop за Флейшър Студиос показва разбиране на човешката женска анатомия и когато Уолт Дисни го наема, са му възложени да анимира женските персонажи. Опитите да се анимира Персефона, главната женска роля в „Богинята на пролетта“, се оказват до голяма степен неуспешни; Анимацията на Натуик на героинята в Cookie Carnival показва по-голямо обещание и на аниматора в крайна сметка е дадена задачата да анимира самата Снежанка. Въпреки че екшън кадрите на живо на Снежанка, Принца и Кралицата са заснети като референция за аниматорите, художниците не одобряват ротоскопирането, смятайки, че то пречи на производството на ефективна карикатура. Въпреки това, всички гореспоменати герои са напълно ротоскопирани и използвани от съответните им артисти, някои повече, други по-малко.
Оказlа се трудно да се добави цвят към лицата на Снежанка и на Кралицата. В крайна сметка екипът открива метод с червена боя, която добавят с малко парче памук, увито около молив с накрайник върху всяка отделна картина. Хелън Огър, служител в отдела за мастила, работеща и като аниматор, решава да използва същата система, използвана в анимацията. Методът отнема толкова много време, че никога повече не е използван в същия мащаб. Също така е използван в по-малка степен в Пинокио и във Фантазия, но след като Огър напуска студиото през 1941 г., няма друг със същите умения, който да я замести.
Новата многопланова камера на студиото дава триизмерно усещане в много сцени и също е използвана за създаване на въртящ се ефект в сцената, в която кралицата се трансформира във вещица.

### Музика
Песните в Снежанка и седемте джуджета са композирани от Франк Чърчил и Лари Мори. Пол Смит и Лий Харлайн композират музикалната партитура. Добре познатите песни от филма са Heigh-Ho („Хей-хо“), Someday My Prince Will Come („Ще дойде моят принц“) и Whistle While You Work. Тъй като по това време Дисни няма собствена музикална издателска компания, правата за публикуване на музиката и песните са администрирани чрез Bourne Co. Music Publishers, които продължават да притежават тези права. В по-късните години студиото успява да си върне музикалните права на много от другите си филми, но не и на Снежанка и седемте джуджета. Снежанка и седемте джуджета става първият американски филм, който има саундтрак албум, издаден заедно с филма.

### Влияния от киното
По това време Дисни насърчава служителите си да гледат различни филми. Те варират от мейнстрийм, като Ромео и Жулиета (1936) на MGM – към който Дисни прави пряка препратка в сюжета, свързана със сцената, в която Снежанка лежи в стъкления си ковчег – до по-неизвестните, включително европейското нямо кино. Снежанка и седемте джуджета, както и двата филма на Дисни, които следват, също са повлияни от немски експресионистични филми като Носферату - симфония на ужаса (1922) и Кабинетът на доктор Калигари (1920), като и двата са препоръчани от Дисни на неговия персонал. Това влияние е особено очевидно в сцените на Снежанка, която бяга през гората и трансформацията на кралицата във вещица. Последната сцена също е вдъхновена от Д-р Джекил и г-н Хайд (1931).

## Издаване

### Премиера
Премиерата на Снежанка и седемте джуджета е на 21 декември 1937 г. в Carthay Circle Theatre, Лос Анджелис. Филмът получава овации при завършването си от публиката, в която са Джуди Гарланд, Марлене Дитрих и Чарлз Лотън. Шест дни по-късно Уолт Дисни и седемте джуджета се появяват на корицата на списание Тайм. Три седмици по-късно филмът се представя в Радио Сити Мюзик Хол в Ню Йорк и в Маями през януари 1938 г. Силните продажби от боксофиса насърчават RKO Radio Pictures да пусне филма в общо разпространение на 4 февруари. Снежанка и седемте джуджета получава голям успех от боксофиса, печелейки 4,2 милиона долара в Съединените щати и Канада по време на първоначалното си пускане в кината, превръщайки се в най-успешния звуков филм на всички времена, като измества The Singing Fool (1928) на Ал Джолсън. Но през 1939 г. Отнесени от вихъра измества Снежанка и седемте джуджета от тази позиция.
Снежанка и седемте джуджета се оказа също толкова популярен филм и сред чуждестранната публика. През септември 1938 г. списание Върайъти съобщава, че филмът има забележително дълъг боксофис цикъл в кината в Сидни, Австралия. Списанието съобщава също, че филмът има дори по-дълги прожекции в други градове отвъд океана, като например в Лондон, където генерира по-големи приходи в боксофиса, отколкото по време на ексклузивните си прожекции в Ню Йорк.
Според RKO Снежанка и седемте джуджета печели 7 846 000 долара от международния боксофис приходи до края на първоначалното си кино излъчване. Това носи на RKO печалба от 380 000 долара.

### Преиздаване
Филмът Снежанка и седемте джуджета е преиздаден за първи път през 1944 г., за да събере приходи за студиото на Дисни по време на Втората световна война. Това преиздание поставя традиция за преиздаване на анимационни филми на Дисни на всеки няколко години и Снежанка и седемте джуджета е излъчен отново в кината през 1952, 1958, 1967, 1975, 1983, 1987 и 1993 г. Съвпадайки с 50-ата годишнина на филма през 1987 г., Дисни издава лицензирана книга на историята, написана от детската писателка Сюзан Уейн.
През 1993 г. Снежанка и седемте джуджета става първият филм, който е изцяло сканиран в цифрови файлове и записан обратно. Проектът за реставрация е извършен изцяло при 4K резолюция и 10-битова дълбочина на цвета с помощта на системата Cineon (по 10 бита червено, зелено и синьо — общо 30) за цифрово премахване на мръсотия и драскотини.
Снежанка и седемте джуджета събира приходи от 418 милиона долара от първоначалното си излъчване в киносалоните и от няколкото преиздания. Коригиран спрямо инфлацията и включващ последващи издания, филмът все още е един от 10-те най-добри американски филма на всички времена и е най-печелившият анимационен филм.

### Реакция на критиката
Филмът има огромен успех от критиката, като много рецензенти го приветстваха като истинско произведение на изкуството както за деца, така и за възрастни. Съвременните рецензенти възхваляват реалистичния стил на човешката анимация (по принцип), като някои заявяват, че публиката е забравила да гледа анимирани хора. Франк С. Нюгънт от Ню Йорк Таймс смята, че „г-н Дисни и неговият технически екип са надминали себе си. Картината отговаря на очакванията. Това е класика, толкова важна в кинематографично отношение, колкото Раждането на една нация или раждането на Мики Маус. Нищо подобно не е правено преди; и вече станахме достатъчно неучтиви, за да извикаме за бис“. Върайъти отбелязва, че филмът „е [толкова] съвършен, толкова нежни са романтиката и фантазията, толкова емоционални са някои сцени, играта на героите поразява в дълбочина, сравнима с искреността на хората, доближавайки се до истинското величие“. Харисънс Рипорт пише, че Снежанка и седемте джуджета е „забавление, на което всеки трябва да се наслаждава. Интелигентните възрастни ще се възхитят на изобретателността, която е вложена в направата му; и това е нещо, на което да се учудвате, защото понякога героите изглеждат реалистични, резултат от умелото синхронизиране на действието с музиката и диалога“.
На 11-ата церемония на наградите „Оскар“ филмът печели почетна награда „Оскар“ за Уолт Дисни „като значима екранна иновация, която очарова милиони и е пионер в ново поле за забавление“. Дисни получава статуетка Оскар в пълен размер и седем миниатюрни, връчени му от 10-годишната актриса Шърли Темпъл. Филмът е номиниран и за най-добра оригинална музика.
Известни режисьори като Сергей Айзенщайн и Чарли Чаплин хвалят Снежанка и седемте джуджета като забележително постижение в киното; Айзенщайн дори го нарича „най-великият филм, правен някога“. Филмът вдъхновява Метро-Голдуин-Майер да продуцира свой собствен фантъзи филм, Магьосникът от Оз, през 1939 г. Друг пионер на анимацията, Макс Флейшър, решава да продуцира свой анимационен филм, Пътешествията на Гъливер, за да се конкурира със Снежанка и седемте джуджета. Късометражният филм Coal Black and de Sebben Dwarfs, режисиран от Боб Клампет, част от поредицата Весели мелодии от 1943 г., пародира Снежанка и седемте джуджета, като представя историята с изцяло чернокож актьорски състав, който пее джаз музика.

### Критична преоценка и признание в индустрията
Снежанка и седемте джуджета е определян от много критици като един от най-великите анимационни филми в историята. Ролинг Стоун го класира като 4-тия най-велик анимационен филм, наричат го този, който „промени бъдещето на анимацията“. Тайм класира филма като 13-ия най-добър анимационен филм на всички времена. Харпърс Базар определя филма като анимационен филм номер едно за всички времена, като го признава за този, от който е започнало всичко.
През 1987 г. Снежанка е въведена в Холивудската алея на славата, рядко постижение за измислен герой, и в момента е единствената принцеса на Дисни, озовала се на Алеята.
Американският филмов институт (AFI), независима организация с нестопанска цел, създадена в Съединените щати от Националния фонд за изкуства, издава различни годишни награди и списъци с филми за високи постижения. Поредицата AFI 100 Years... (АФИ 100 години...), която продължава от 1998 г. до 2008 г., създава категоризирани списъци с най-добрите американски филми, избрани от журита, съставено от над 1500 артисти, учени, критици и историци. Включването на филма в един от тези списъци се основава на популярността му във времето, историческото значение и културното въздействие. Снежанка и седемте джуджета е избран от журито за включване в много списъци на AFI, включително следните:
- 100 години Американски филмов институт... 100 филма – № 49[74]
- 100 години Американски филмов институт... 100 филма (10-то юбилейно издание) – № 34[75]
- 10-те топ 10 на Американския филмов институт – Анимационен филм №1[76]
- 100 години Американски филмов институт... 100 герои и злодеи: Кралицата – злодей номер 10[77]
- 100 години Американски филмов институт... 100 песни: Someday My Prince Will Come – № 19[78]

### Домашна употреба
На 28 октомври 1994 г. филмът е издаден за първи път за домашна употреба на VHS и Laserdisc като първото издание в колекцията „Шедьоври на Уолт Дисни“. Изданието на LaserDisc съдържа филма заедно с няколко допълнителни материала, като заснемане на документален филм, архивно интервю на Уолт Дисни и изтрити сцени. До 1995 г. филмът е продаден в 24 милиона домашни видео единици и е спечелил 430 милиона долара. Към 2002 г. филмът е продаден в 25,1 милиона домашни видео единици в Съединените щати.
Снежанка и седемте джуджета е издаден на DVD на 9 октомври 2001 г., като първия филм, част от „Платинените издания на Дисни“, и включва два диска, дигитално реставрирания филм, документален филм за създаването, разказан от Анджела Лансбъри, аудио коментар от Джон Канемейкър и, чрез архивирани аудио клипове, Уолт Дисни. Продадени са рекордните 1 милион копия за 24 часа. На 27 ноември 2001 г. е издадено ново VHS издание. И двете версии са върнати в Трезора на Дисни на 31 януари 2002 г. Към 2001 г. филмът събира общо 1,1 милиарда долара приходи от боксофис и домашно видео.
Снежанка и седемте джуджета е издаден на Blu-ray на 6 октомври 2009 г., като първият филм, част от колекцията „Диамантени издания на Дисни“, а новото DVD издание е издадено на 24 ноември 2009 г. Blu-ray изданието включва версия с висока разделителна способност на филма, DVD копие на филма и няколко допълнителни материала, които не са включени в DVD изданието от 2001 г.
В България филмът е издаден на VHS от Александра Видео, а през 2009 г. са пуснати две DVD издания от A+ Филмс – едното, съдържащо диск с филма, а другото – в два диска – с филма и с допълнителни материали.
Уолт Дисни Студиос Хоум Ентъртейнмънт преиздава Снежанка и седемте джуджета на Blu-ray и DVD на 2 февруари 2016 г. като първият от линията „Walt Disney Signature Collection“. Издаден е и на Digital HD на 19 януари 2016 г. с бонус материал.
От 16 октомври 2023 г. филмът е достъпен в стрийминг платформата Дисни+.

## Културно въздействие и наследство
След пускането на филма са продадени редица стоки на тема Снежанка и седемте джуджета, включително шапки, кукли и очила. Стоките на филма генерират продажби от 8 милиона долара, което се равнява на над 100 милиона долара, коригирани спрямо инфлацията. Интелектуалната собственост на филма е предоставена на франчайз в различни области, включително мюзикъл на Бродуей, видеоигри и разходки в тематичен парк.
Успехът на Снежанка и седемте джуджета насърчава Уолт Дисни да продължи напред с повече пълнометражни продукции. Той използва голяма част от печалбите от филма, за да финансира ново студио за 4,5 милиона долара в Бърбанк – мястото, където се намира Уолт Дисни Студиос и до днес. В рамките на две години студиото завършва Пинокио и Фантазия и започва работа по филмите Дъмбо, Бамби, Алиса в Страната на чудесата и Питър Пан.

### Комикс адаптация
В продължение на четири месеца – от 12 декември 1937 до 24 април 1938 г. – в комикса Silly Symphony Sunday е публикувана адаптация на Снежанка и седемте джуджета. Комиксът е написан от Мерил Де Марис и е нарисуван от Ханк Портър и Боб Грант. Тази комикс адаптация е преиздавана няколко пъти, като последно през 1995 г.
Мондадори, официалният италиански издател на Дисни комикс, създава няколко продължения на комикса на филма от 1937 г. Първият разказ е публикуван през 1939 г.

### Тематичен парк
Вълшебното желание на Снежанка (Страшните приключения на Снежанка до 2020 г.) е популярна разходка, датираща от 1955г., а по-късно и в Дисниленд Токио и Дисниленд Париж. Фентъзиленд в Дисни Уърлд претърпява разширение от 2012 до 2014 г. Атракционът Страшните приключения на Снежанка е заменен с Приказната зала на принцесите, където Снежанка и други принцеси посрещат туристите. През 2013 г. в разширението на Фентъзиленд е включена атракцията Вагонетката на седемте джуджета. Снежанка, нейният принц, кралицата и седемте джуджета също са включени в паради и изяви на герои из парковете.

### Видеоигри
- Снежанка и седемте джуджета на Уолт Дисни е издадена за конзолата Game Boy Color през 2001 г.[101]
- Снежанка също се появява в играта Kingdom Hearts за PlayStation 2 като една от седемте легендарни принцеси.[102] Свят, базиран на филма, Dwarf Woodlands, се появява в Kingdom Hearts: Birth by Sleep за PSP.[103]
- В безплатната мобилна игра от 2013 г. Снежанка: Завръщането на кралицата,[104] неофициално продължение на филма, кралицата е оцеляла при падането в кулминацията на филма и след това се връща към младежката си форма, за да хвърли проклятие върху Снежанка и джуджетата и цялата им гора.[105]

### Мюзикъл на Бродуей
Неизвестната Мери Джо Салерно играе Снежанка в продуцирания от Дисни мюзикъл Снежанка и седемте джуджета (известен също като Снежанка на живо!) в Радио Сити Мюзик Хол. Музиката и текстовете за четири нови песни са създадени от Джей Блектън и Джо Кук. Провежда се от 18 октомври до 18 ноември 1979 г. и от 11 януари до 9 март 1980 г., общо 106 представления.

### Отменена предистория
През 2000-те Диснитуун Студиос започва разработването на компютърно анимирана предистория на Снежанка и седемте джуджета, озаглавена Седемте джуджета. Режисьорът Майк Диса и сценаристът Евън Спилиотопулос представят история, обясняваща как се срещат джуджетата и как Злата кралица убива бащата на Снежанка и заема трона. Според Диса, ръководството на Диснитуун е променило сюжета на предисторията, за да се съсредоточи върху това как Глупи е загубил гласа си, след като е станал свидетел на смъртта на майка си. След като Уолт Дисни Студиос закупува Пиксар през 2006 г., Джон Ласитър, новият главен творчески директор на Диснитуун, отменя Седемте джуджета.

### Изложба
Изложба зад кулисите, озаглавена Снежанка и седемте джуджета: Създаването на класиката, се провежда в семейния музей на Уолт Дисни от 15 ноември 2012 г. до 14 април 2013 г. Събитието отбеляза 75-ата годишнина на филма, като показа повече от 200 произведения на рядко концептуално изкуство и анимация. Също така описва подробно цялата история на продукцията на филма, излизането му и световното признание, което е спечелил през годините.  Две обширни придружаващи книги, The Best One of All: The Making of Walt Disney's Snow White and the Seven Dwarfs и Snow White and the Seven Dwarfs: The Art and Creation of Walt Disney's Classic Animated Film са написани от Джей Би Кауфман и публикувани от Уелдън Оуен на 16 октомври 2012 г. 

### Игрална адаптация
През октомври 2016 г. е обявена адаптация Снежанка и седемте джуджета. Сценарият е поверен на Ерин Кресида Уилсън, а на Бендж Пасек и Джъстин Пол, които създават песни за игралната адаптация от 2019 г. Аладин, песните за филма. През 2019 г. Марк Уеб е избран за режисьор. Първоначално записите са насрочени да започнат през март 2020 г. във Ванкувър, но след това снимките са отложени за лятото или есента на 2020 г. поради пандемията от COVID-19. През май 2021 г. е съобщено, че Уеб все още е ангажиран да режисира филма, но няма да започне работа по него през същата година, поради графика си с телевизионния сериал Just Beyond. На 22 юни 2021 г. Рейчъл Зиглър е избрана за ролята на Снежанка, а началото на продукцията е насрочено за 2022 г. За локация на снимките през 2022 г. е избрано Обединеното кралство. Deadline Hollywood съобщава на 3 ноември 2021 г., че Гал Гадот е в последни преговори за ролята на Злата кралица. Гадот потвърждава своя кастинг по време на премиерата на филма Red Notice. През същия месец е съобщено, че Грета Гъруиг работи върху най-новата чернова на сценария на филма. На 12 януари 2022 г. Холивуд Рипортър съобщава, че Андрю Бърнап е избран за неуточнена главна мъжка роля, но не на принца или ловеца. Питър Динклидж критикува Дисни и обвинява компанията в „лицемерие“ за това, че се „гордеят“ да изберат латиноамериканска актриса за ролята на Снежанка, докато правят филм за „седем джуджета, живеещи заедно в пещера“. След критиките на Динклижд Дисни обявява, че филмът ще използва неидентифицирани „магически създания“ вместо реални джуджета. Филмът също ще бъде озаглавен просто Снежанка поради отсъствието на седемте джуджета. През март 2022 г. снимачната площадка на филма се подпалва в Пайнууд Студиос точно преди да започне продукцията.

### Други изяви
Седемте джуджета се появяват рядко в късометражни филми, въпреки популярността си, причината е, че са твърде много, за да бъдат анимират ефективно. Появяват се в следните късометражни анимационни филми: The Standard Parade (1939), The Seven Wise Dwarfs (1941), All Together (1942) и The Winged Scourge (1943).
Филмът Гремлини от 1984 г. използва анимационния филм в театралните сцени.
Анимационният телевизионен сериал Клуб Маус, който включва много анимационни камео на герои на Дисни, включва героите в специалния филм Вълшебната Коледа на Мики. Злата кралица се появява и в главна роля във филма Имало едно време Хелоуин. Във фентъзи сериала Имало едно време, продуциран от Ей Би Си Студиос, собственост на Дисни), редовно се включват интерпретации Снежанка, Принца, Злата кралица и Глупи.
Анимационен телевизионен сериал, включващ нова версия на седемте джуджета, озаглавен 7 Д, е излъчен по Disney XD от 7 юли 2014 г. до 5 ноември 2016 г. Историята се развива 30 години преди събитията от оригиналния филм.
В епизода Железният таван на телевизионния сериал на Марвел от 2015 г. Агент Картър филмът е използван, за да научи децата в Червената стая да говорят английски.
Снежанка също се появява във филма от 2018 г. Ралф разбива интерента, чиято премиера е на 21 ноември 2018 г.
В края на филма на Марвел от 2022 г. Доктор Стрейндж в мултивселената на лудостта, синовете на Уанда Максимоф могат да бъдат видени да гледат Снежанка и седемте джуджета на телевизора във всекидневната.

## Българска версия
Синхронен дублаж
| Роля          | Изпълнител |
| ------------- | --- |
| Снежанка      | Венцислава Стоилова |
| Принца        | Богомил Спиров |
| Царица        | Нона Йотова |
| Вещица        | Жени Пашова |
| Огледало      | Петър Евангелатов |
| Знайко        | Станислав Пищалов |
| Сърдитко      | Веселин Ранков |
| Срамежливко   | Здравко Димитров |
| Веселушко     | Атанас Ганев |
| Кихавко       | Симеон Викторов |
| Сънливко      | Георги Спасов |
| Ловец         | Красимир Куцупаров |
| Разказвач     | Рая Нанкова |
| Други гласове | Симеон Викторов Веселина Митева Евгения Брайнова Златина Генова Богомил Спиров Боян Василев Димитър Борисов Орлин Павлов |

| Песен                      | Изпълнител                                                                             |
| -------------------------- | -------------------------------------------------------------------------------------- |
| Вълшебния кладенец         | Венцислава Стоилова                                                                    |
| Мечтана любов              | Богомил Спиров                                                                         |
| Щом запееш на глас         | Венцислава Стоилова                                                                    |
| Весела мелодия             | Венцислава Стоилова                                                                    |
| В мината                   | Атанас Ганев Веселин Ранков Здравко Димитров Симеон Викторов                           |
| Хей – хо                   | Богомил Спиров Боян Василев Димитър Борисов Орлин Павлов                               |
| Измий се без страх         | Станислав Пищалов Веселин Ранков                                                       |
| Смешна песен на джуджетата | Атанас Ганев Здравко Димитров Богомил Спиров Боян Василев Димитър Борисов Орлин Павлов |
| Имало една принцеса        | Венцислава Стоилова Станислав Пищалов Симеон Викторов Здравко Димитров Атанас Ганев    |
| Ще дойде моя принц         | Венцислава Стоилова                                                                    |

| Обработка                       | Александра Аудио (1999 – 2000)          |
| ------------------------------- | --------------------------------------- |
| Режисьор на дублажа             | Иванка Йонкова (Ваня Иванова)           |
| Преводач                        | Веселина Пършорова                      |
| Музикален режисьор              | Десислава Софранова                     |
| Превода на песните              | Десислава Софранова Цветомира Михайлова |
| Тонрежисьори на записа          | Виктор Стоянов Петър Костов             |
| Творчески консултант            | Венета Янкова                           |
| Продуцент на българската версия | Disney Character Voices International   |